# Martin Wallström
Carl Martin Gunnar Wallström Milkéwitz (7 de juliol de 1983) és un actor suec. És conegut internacionalment pel seu primer paper als Estats Units el 2015 com a Tyrell Wellick al thriller cibernètic Mr. Robot d'USA Network.

## Filmografia
| Any  | Pel·lícula                                      | Paper                          | Notes                 |
| ---- | ----------------------------------------------- | ------------------------------ | --------------------- |
| 1998 | Hela Härligheten                                | Jörgen                         |                       |
| 2000 | Before the Storm                                | Danne                          |                       |
| 2001 | Ingen återvändo                                 | Martin                         | Curtmetratge          |
| 2003 | Hannah med H                                    | Noi a la festa de cap d'any #1 |                       |
| 2006 | Du & jag                                        | Estudiant Jens                 |                       |
| 2008 | Eldsdansen                                      | Frej                           |                       |
| 2008 | Arn - Riket vid vägens slut                     | Magnus Månsköld                |                       |
| 2009 | Johan Falk:GSI - Gruppen för särskilda insatser | Martin Borhulth                |                       |
| 2009 | Johan Falk - Vapenbröder                        | Martin Borhulth                |                       |
| 2009 | Pure                                            | Mattias                        |                       |
| 2010 | Sebbe                                           | Lladre de diaris 2             |                       |
| 2010 | Pax                                             | Tim                            |                       |
| 2010 | Simple Simon                                    | Sam                            |                       |
| 2011 | Beyond the Border                               | Sven Stenström                 |                       |
| 2011 | Maria Wern - Drömmar ur snö                     | Jesper                         |                       |
| 2013 | Ego                                             | Sebastian                      |                       |
| 2013 | Easy Money III: Life Deluxe                     | Martin Hägerström              |                       |
| 2014 | Stockholm Stories                               | Johan                          |                       |
| 2014 | Remake                                          | Martin                         |                       |
| 2015 | Nirbashito                                      | Gustav                         | Llargmetratge bengalí |
| 2018 | Ashes in the Snow                               | Nikolai Kretzsky               |                       |

## Televisió
| Any          | Sèrie de televisió     | Paper                | Notes           |
| ------------ | ---------------------- | -------------------- | --------------- |
| 2002         | Olivia Twist           | Bosse                | Minisèrie       |
| 2002         | Familjen               | Fred Holde           | 12 episodis     |
| 2003         | En ö i havet           | Ragnar               | Minisèrie       |
| 2004         | Lokalreportern         | Robban               | Minisèrie       |
| 2004         | Danslärarens åtkomst   | Ung Molin            | Minisèrie       |
| 2007         | Upp till kamp          | Roger                | Minisèrie       |
| 2008         | Selma                  | Nils                 | Telefilm        |
| 2009         | 183 dagar              | Client de bar        | 1 episodi       |
| 2009         | Kommissarien och havet | Mats Östlund         | 1 episodi       |
| 2009         | Oskyldigt dömd         | Anders Hellman       | 1 episodi       |
| 2009         | Stenhuggaren           | Anders Andersson     | Telefilm        |
| 2005–2010    | Wallander              | Jens/Johan Rasmusson | 2 episodis      |
| 2010         | Arn                    | Magnus Månsköld      | Minisèrie       |
| 2010         | Drottningoffret        | Johnny               | Minisèrie       |
| 2013         | Morden i Sandhamn      | Magnus               | 3 episodis      |
| 2014         | Arvingarna             | Matti                | 1 episodi       |
| 2015–present | Mr. Robot              | Tyrell Wellick       | Paper principal |

## Vídeos musicals
| Any  | Artista   | Títol        |
| ---- | --------- | ------------ |
| 2018 | In Flames | "I Am Above" |